# Robert F. Schloeth
Robert Ferdinand Schloeth (* 2. Juli 1927 in Basel; † 18. August 2012; heimatberechtigt in Basel) war ein Schweizer Zoologe und von 1964 bis 1990 der erste vollamtliche Direktor des Schweizerischen Nationalparks.

## Leben
Robert Schloeth war das zweite Kind des Kaufmanns Max Schloeth, der an der Spalenvorstadt 10 eine Textilfirma führte, und dessen Frau Maria Marguerite aus dem alten Basler Geschlecht von Brunn. Er wuchs in Binningen auf, besuchte die Primarschule und das Realgymnasium in Basel. Sein dortiger Naturkundelehrer war Steivan Brunies, der erste Oberaufseher des Schweizer Nationalparks. Die Oberstufe absolvierte er an der Ecole Supérieure de Commerce in Neuchâtel, wo er 1947 die Matura ablegte. Anschliessend studierte er an der Universität Basel Zoologie im Hauptfach, Botanik, Psychologie und Bakteriologie in den Nebenfächern. Zu seinen dortigen Lehrern gehörten Adolf Portmann, Heini Hediger, Martin Lüscher, Hans Kunz, Rudolf Geigy, Eduard Handschin, Max Geiger-Huber, Josef Tomcsik, Tadeus Reichstein, Hans Erlenmeyer und Werner Kuhn. 1956 promovierte er bei Heini Hediger und Adolf Portmann mit einer vor allem im Zoo Basel, aber auch im Zoo Zürich und im Tierpark Lange Erlen in Basel, durchgeführten vergleichenden Verhaltensstudie. Schloeth versuchte in dieser Arbeit, anhand von 814 Begegnungen «das Begegnungsverhalten von Tieren bei der Konfrontation mit Artgleichen oder Artfremden auf vorwiegend phaenomenologischer Grundlage zu beschreiben.»
Nach einer Assistenz im Basler Zoo führte ihn sein Interesse an Paarhufern nach Südfrankreich, wo er das Sozialverhalten des halbwild lebenden Camargue-Rindes beobachtete. 1958 übersiedelte er nach Zernez, um im Auftrag der Wissenschaftlichen Nationalparkkommission im Rahmen eines Nationalfondsprojektes mittels Feldforschung die Lebensweise der Rothirsche im Gebiet des Schweizerischen Nationalparks und seiner Umgebung zu untersuchen. Dabei gelang es ihm, dank einer neuen Markierungsmethode die jahreszeitlichen Wanderungen sowie die Sommer- und Wintereinstände der Hirsche aufzuzeigen. 1964 wurde er von der Eidgenössischen Nationalparkkommission zum ersten vollamtlichen Verwalter des Schweizerischen Nationalparks gewählt (später in Nationalparkdirektor umbenannt), des mit 170 Quadratkilometern grössten strikt geschützten Wildnisgebiets der Schweiz. Dabei «setzte er sich für ‹seinen› Nationalpark kompromisslos ein und scheute sich nicht, seinen Standpunkt kämpferisch in der Oeffentlichkeit zu vertreten.» Er prägte die Entwicklung des Nationalparks für mehr als ein Vierteljahrhundert stark mit: In seine Amtszeit fiel 1968 die Eröffnung des Nationalparkhauses in Zernez (neue Ausstellung 1984) und 1976 des Naturlehrpfads am Ofenpass, sowie die Verleihung des Europäischen Diploms für geschützte Gebiete (1967) und die Ernennung zum ersten Schweizer Biosphärenreservat der UNESCO (1979). Gleichzeitig unterhielt Schloeth internationale Fachkontakte, die über die Grenzen seines Fachs hinausreichten.
Am 31. Juli 1990 trat er in den Ruhestand und übersiedelte von Zernez nach Binningen an die Benkenstrasse 43. Im selben Jahr erhielt er vom Kanton Graubünden in Anerkennung seiner naturwissenschaftlichen Tätigkeit in Graubünden, insbesondere seiner Bemühungen, durch zahlreiche Publikationen die Beziehungen der Menschen zur Natur zu verdeutlichen und neu zu überdenken, einen mit 6000 Franken dotierten Anerkennungspreis. 1994 wurde er zudem wegen seiner Verdienste für den Naturschutz mit dem Kulturpreis der Bürgergemeinde Binningen ausgezeichnet.
Nach seiner Pensionierung verfolgte Robert F. Schloeth vermehrt auch künstlerische Interessen und beschäftigte sich mit seinem Urgrossonkel, dem Bildhauer Ferdinand Schlöth. Seine künstlerischen Neigungen hatten sich bereits früher gezeigt. So hat er eines seiner populären Standardwerke, Die Einmaligkeit des Ameisenhaufens (1989), selbst illustriert. Dazu heisst es in einer Buchbesprechung: «Doch, was Robert Schloeth selbst gezeichnet hat, übertrifft jede gewöhnliche Illustration um ein Vielfaches. Das ist stille, gute, kunstvolle Darstellung gründlicher Naturbeobachtung». Zu mehreren Werken steuerte Schloeth auch eigene Fotografien bei.
Neben populären Naturbüchern und wissenschaftlichen Aufsätzen verfasste Robert F. Schloeth zahlreiche Artikel in Zeitungen und Publikumszeitschriften, zum Beispiel in der Weltwoche, wo er etwa 1993 angesichts des damals in den Kinos laufenden Erfolgsfilms Jurassic Park den um sich greifenden Dinosaurier-Kult kritisierte. Er nahm auch regelmässig an internationalen Fachkongressen teil und hielt Vorträge und Lesungen aus seinen Büchern.
Er starb am 18. August 2012 nach kurzem Spitalaufenthalt.
Robert F. Schloeth war verheiratet mit Elisabeth, geborene Hefti (1931–2014). Die beiden hatten einen Sohn und zwei Töchter, darunter die Künstlerin Francine Schloeth. Seine Schwiegertochter ist die literarische Übersetzerin Madlaina Schloeth-Bezzola.

## Schriften (Auswahl)
- Zur Psychologie der Begegnung zwischen Tieren, Leiden 1956 (Diss. Basel 1955; Sonderdruck aus Behaviour, Bd. 10; mit Curriculum vitae).
- Das Sozialleben des Camargue-Rindes. Qualitative und quantitative Untersuchungen über die sozialen Beziehungen – insbesondere die soziale Rangordnung – des halbwilden französischen Kampfrindes, Berlin 1959.
- Markierung und erste Beobachtungen von markiertem Rotwild im schweizerischen Nationalpark und dessen Umgebung, Liestal 1961 (Ergebnisse der wissenschaftlichen Untersuchungen des schweizerischen Nationalparks, Neue Folge, Band 7).
- mit Detlev Müller-Using: Das Verhalten der Hirsche (Cervidae). In: Handbuch der Zoologie. Bd. 8, Tbd. 10, S. 733–792.
- Der Schweizerische Nationalpark. Offizieller Wanderführer, Zernez 1968 (6. Aufl. 1988; it.: 1978, 2. Aufl. 1988; franz.: 3. Aufl. 1983; engl.: 1988).
- Wandern. Die 36 schönsten Wanderungen in Nationalpark und in seiner näheren Umgebung, Zofingen 1976.
- Tierparadies Schweiz, Zürich 1978 (frz.: 1979; it.: 1979).
- Der Schweizerische Nationalpark. Ein Naturerlebnis, Aarau 1989.
- Die Einmaligkeit eines Ameisenhaufens. Tagebuch aus dem Schweizerischen Nationalpark, Bern 1989.
- Die Lärche. Ein intimes Baumporträt, Aarau 1996.
- Herausgeber mit Jost Schneider: Leben und Überleben, Tiere und Pflanzen im Schweizerischen Nationalpark, St. Gallen 2000.